# Psychotrauma
Een psychotrauma of psychisch trauma is psychisch letsel, veroorzaakt door een schokkende gebeurtenis. 
Er kan bij een slachtoffer van de schokkende gebeurtenis een acute stress-stoornis, posttraumatische-stressstoornissen (PTSS) of zelfs complexe posttraumatische stressstoornis (CPTSS) ontstaan. Dit hangt onder andere af van de aard en duur van de traumatische gebeurtenis, de weerbaarheid van de persoon (het afweermechanisme) en de steun van de sociale omgeving of gemeenschap. Behandeling van deze stoornissen verschilt onderling en hangt dus af van een eventuele diagnose door een psychotherapeut.
Het slachtoffer kan na de traumatische gebeurtenis direct al een beroep doen op slachtofferhulp. In bepaalde ernstige én acute situaties is crisishulpverlening nodig.

## Reactie op een trauma
Reacties op een trauma kunnen zijn:
- dwangmatige herbeleving van de traumatische ervaring
- dissociatie
- verdringing
- angstreacties
- vervlakking van emoties
- verandering in de bewustzijnstoestand
  - vertekende beleving van de werkelijkheid
  - veranderd toekomstbesef